# 2005年勁歌金曲優秀選第二回得獎名單
2005勁歌金曲優秀選第二回於2005年8月14日晚上在將軍澳工業邨電視廣播城舉行，由崔建邦主持，並由無綫電視之翡翠台作現場直播。全晚頒發十二首得獎歌曲。

## 得獎名單

### 優秀選得獎歌曲（按頒發次序排序）
- 我得你 - 劉德華
- 夢中人 - 古巨基
- 化蝶 - 何韻詩
- 森巴皇后 - Twins
- 夕陽無限好 - 陳奕迅
- 六月 - 藍奕邦
- 烈女 - 楊千嬅
- 無賴 - 鄭中基
- 塞車 - 謝霆鋒
- 越唱越強 - 容祖兒
- ABC君 - 方力申
- 醫道 - 李克勤

### 最受歡迎華語歌曲獎
- 愛可以問誰 - 李克勤

### 最受歡迎廣告歌曲獎
- 極樂 - 周國賢

### 新人薦場飈升獎
- 王菀之
- 吳卓羲
- 衛　蘭[3]